# Севанска котлина
Севанска котлина представља котлинско подручје у источном делу Јерменске висоравни, чији централни део је испуњен водом Севанског језера. Политички, ово подручје припада Јерменији, односно марзу Гехаркуник.
Котлина је са свих страна окружена високим планинама. На западу је ограничавају Гегамске планине, на југу су Вардени, југоистоку Источно-севанске планине. На истоку су Севанске планине, а на североистоку је планина Арегуни.
У језеро се улива укупно 28 углавном мањих водотока, а једина отока је река Храздан на северозападу котлине, која језеро повезује са Араксом.
Подводном Шоржинском гредом, језеро се дели на Велики или Јужни и Мали или Северни Севан. 
- widths="240px"